# スーダン・プレミアリーグ
スーダン・プレミアリーグ（英: Sudan Premier League、阿: سُودَان أولُ جامِعةُ）は、スーダンサッカー協会（SFA）のもとで開催されるスーダン最上位のサッカーリーグ。リーグは1962年に開始された。

## 参加クラブ(2011シーズン)
- アル・アハリ・ハルツーム
- アル・アハリ・シェンディ
- アル・ヒラル・カードゥクリー
- アル・ヒラル・オムドゥルマン
- アル・ヒラル・ポートスーダン
- アル・イテハド・ワドメダニ
- アル・ハルツーム
- アル・メレイフ (オムドゥルマン)
- アル・ムラダ (オムドゥルマン)
- アル・ニル・アル・ハサヘサ
- アル・ヌスール
- アマル・アトバラ
- ヘイ・アル・アラブ・ポートスーダン (オムドゥルマン)
- ジャジーラット・アル・フィール

## 歴代優勝クラブ
| - 1962 : アル・ヒラル・オムドゥルマン - 1963 : 未開催 - 1964 : アル・ヒラル・オムドゥルマン - 1965 : アル・ヒラル・オムドゥルマン - 1966 : アル・ヒラル・オムドゥルマン - 1967 : アル・ヒラル・オムドゥルマン - 1968 : アル・ムラダ・オムドゥルマン - 1969 : ブッリ・ハルツーム - 1970 : アル・メレイフ - 1971 : アル・メレイフ - 1972 : アル・メレイフ - 1973 : アル・メレイフ - 1974 (前期) : アル・ヒラル・オムドゥルマン - 1974 (後期) : アル・メレイフ - 1975 : アル・メレイフ - 1976 : 未開催 - 1977 : アル・メレイフ - 1978 : アル・メレイフ - 1979 : 未開催 - 1980 : 未開催 | - 1981 : アル・ヒラル・オムドゥルマン - 1982 : アル・メレイフ - 1983 : アル・ヒラル・オムドゥルマン - 1984 : アル・ヒラル・オムドゥルマン - 1985 : アル・メレイフ - 1986 : アル・ヒラル・オムドゥルマン - 1987 : アル・ヒラル・オムドゥルマン - 1988 : アル・ヒラル・オムドゥルマン - 1989 : アル・ヒラル・オムドゥルマン - 1990 : アル・メレイフ - 1991 : アル・ヒラル・オムドゥルマン - 1992 : アル・ヒラル・ポートスーダン - 1993 : アル・メレイフ - 1994 : アル・ヒラル・オムドゥルマン - 1995 : アル・ヒラル・オムドゥルマン - 1996 : アル・ヒラル・オムドゥルマン - 1997 : アル・メレイフ - 1998 : アル・ヒラル・オムドゥルマン - 1999 : アル・ヒラル・オムドゥルマン - 2000 : アル・メレイフ | - 2001 : アル・メレイフ - 2002 : アル・メレイフ - 2003 : アル・ヒラル・オムドゥルマン - 2004 : アル・ヒラル・オムドゥルマン - 2005 : アル・ヒラル・オムドゥルマン - 2006 : アル・ヒラル・オムドゥルマン - 2007 : アル・ヒラル・オムドゥルマン - 2008 : アル・メレイフ - 2009 : アル・ヒラル・オムドゥルマン - 2010 : アル・ヒラル・オムドゥルマン - 2011 : アル・メレイフ - 2012 : アル・ヒラル・オムドゥルマン - 2013 : アル・メレイフ - 2014 : アル・ヒラル・オムドゥルマン - 2015 : アル・メレイフ - 2016 : アル・ヒラル・オムドゥルマン - 2017 : アル・ヒラル・オムドゥルマン - 2018 : アル・メレイフ - 2018-19 : アル・メレイフ - 2019-20 : アル・メレイフ - 2020-21 : アル・ヒラル・オムドゥルマン |

### 二冠 (同じ年のリーグ、カップ)
- アル・メレイフ : 10回

1970, 1971, 1972, 1974, 1985, 1993, 2001, 2008, 2013, 2015
- アル・ヒラル・オムドゥルマン : 4回

1998, 2004, 2009, 2016

## クラブ別優勝回数
| クラブ                       | 回数 |
| ---------------------------- | ---- |
| アル・ヒラル・オムドゥルマン | 28   |
| アル・メレイフ               | 21   |
| ブッリ・ハルツーム           | 1    |
| アル・ヒラル・ポートスーダン | 1    |
| アル・ムラダ                 | 1    |

## 歴代得点王
| シーズン | 選手                     | 所属                         | 得点 |
| -------- | ------------------------ | ---------------------------- | ---- |
| 1996     | Osama Abreesh            | アル・メレイフ               | 7    |
| 1997     | Abd Al-Majeed Ja3fer     | アル・メレイフ               | 9    |
| 1998     | Abd Al-Majeed Ja3fer     | アル・メレイフ               | 19   |
| 1999     | Abd Al-Majeed Ja3fer     | アル・メレイフ               | 5    |
| 1999     | Haitham Al-Rashed        | アル・アハリ (ワドメダニ)    | 5    |
| 2000     | Mutaz Kabair             | Marreekh Al-Thagher          | 14   |
| 2001     | Mutaz Kabair             | アル・ヒラル・オムドゥルマン | 15   |
| 2002     | Mutaz Kabair             | アル・ヒラル・オムドゥルマン | 15   |
| 2003     | Mutaz Kabair             | アル・ヒラル・オムドゥルマン | 12   |
| 2004     | ハイタム・タンバル       | アル・ヒラル・オムドゥルマン | 20   |
| 2005     | ファイサル・アガブ       | アル・メレイフ               | 19   |
| 2005     | ハイタム・タンバル       | アル・ヒラル・オムドゥルマン | 19   |
| 2006     | エンデュランス・イダホー | アル・メレイフ               | 18   |
| 2006     | ケレチ・オスンワ         | アル・ヒラル・オムドゥルマン | 18   |
| 2007     | ケレチ・オスンワ         | アル・ヒラル・オムドゥルマン | 20   |
| 2008     | ハイタム・タンバル       | アル・メレイフ               | 21   |
| 2009     | ケレチ・オスンワ         | アル・メレイフ               | 21   |
| 2010     | Mudather Eltaib Careca   | アル・ヒラル・オムドゥルマン | 13   |
| 2011     | ジョナス・サクワハ       | アル・メレイフ               | 19   |